# Kristi Församlingar i Australien
Kristi Församlingar i Australien (Churches of Christ in Australia) är en del av den kristna reformationsrörelse som under 1800-talet bröt fram i USA och Storbritannien.
Kristi Församlingar i Australien hävdar att man koncentrerar sig om de grundläggande aspekterna på kristen tro, med utrymme för skilda uppfattningar om det mindre grundläggande. Denna rörelse, som är en av de mindre trossamfunden i landet, värnar kristen enhet och är engagerad i socialt arbete. 2001 var det officiella medlemsantalet 61 335 personer. 
Rörelsen består av självständiga församlingar som samarbetar i distriktskonferenser på delstatsnivå. Ledarstrukturen varierar från församling till församling. De församlingar som valt att ha pastorer har i vissa fall ordinerat dessa, i andra fall inte. Lekmän spelar i regel en ledande roll i församlingens gudstjänstliv och ledning. En lekman brukar t.ex. leda den nattvardsgudstjänst som äger rum varje vecka.
Församlingssynen är kongregationalistisk och dopsynen baptistisk.